# Lago Mungo
Il Lago di Mungo è un sito archeologico, un antico lago scomparso, che si trova all'interno della regione dei laghi Willandra parte del Patrimoni dell'umanità dell'UNESCONuovo Galles del Sud in Australia, dove nel 1974 fu scoperto lo scheletro fossile dell'Uomo di Mungo, il più anticolo foss ominide ritrovato in Australia-
Qui furono ritrovati anche i resti fossili catalogati come LM1.